# Marcus Forss
Marcus Forss (* 18. června 1999 Turku) je finský profesionální fotbalista, který hraje na pozici útočníka v anglickém klubu Brentford FC a ve finském národním týmu. Je odchovancem akademie West Bromwich Albion.

## Reprezentační kariéra
Díky dobré formě na klubové úrovni dostal Forss v listopadu 2020 první pozvánku do finské reprezentace. Debutoval v přátelském utkání s Francií a vstřelil úvodní gól při vítězství 2:0.
Forss byl povolán na závěrečný turnaj Euro 2020; jednalo se o historicky první Mistrovství Evropy ve fotbale, na které se Finsko kvalifikovalo.

## Statistiky

### Klubové
K 29. květnu 2021
| Klub                  | Sezóna  | Liga         | Liga   | Liga | FA Cup | FA Cup | EFL Cup | EFL Cup | Ostatní | Ostatní | Celkem | Celkem |
| Klub                  | Sezóna  | Liga         | Zápasy | Góly | Zápasy | Góly   | Zápasy  | Góly    | Zápasy  | Góly    | Zápasy | Góly   |
| --------------------- | ------- | ------------ | ------ | ---- | ------ | ------ | ------- | ------- | ------- | ------- | ------ | ------ |
| Brentford             | 2018/19 | Championship | 6      | 1    | 1      | 0      | 2       | 1       | —       | —       | 9      | 2      |
| Brentford             | 2019/20 | Championship | 2      | 0    | 0      | 0      | 1       | 1       | 0       | 0       | 3      | 1      |
| Brentford             | 2020/21 | Championship | 39     | 7    | 2      | 0      | 6       | 2       | 3       | 1       | 50     | 10     |
| Brentford             | Celkem  | Celkem       | 47     | 8    | 3      | 0      | 9       | 4       | 3       | 1       | 62     | 13     |
| AFC Wimbledon (host.) | 2019/20 | League One   | 18     | 11   | 0      | 0      | —       | —       | 1       | 0       | 19     | 11     |
| Celkem                | Celkem  | Celkem       | 65     | 19   | 3      | 0      | 9       | 4       | 4       | 1       | 81     | 24     |

### Reprezentační
K 4. červnu 2021
| Finsko | Finsko | Finsko |
| Rok    | Zápasy | Góly   |
| ------ | ------ | ------ |
| 2020   | 3      | 1      |
| 2021   | 2      | 0      |
| Celkem | 5      | 1      |

### Reprezentační góly
K zápasu odehranému 29. května 2021. Skóre a výsledky Finska jsou vždy zapisovány jako první
| Gól | Datum              | Místo                                 | Soupeř  | Skóre | Výsledek | Soutěž          |
| --- | ------------------ | ------------------------------------- | ------- | ----- | -------- | --------------- |
| 1.  | 11. listopadu 2020 | Stade de France, Saint-Denis, Francie | Francie | 1:0   | 2:0      | Přátelský zápas |

## Ocenění

### Individuální
- Mladý hráč roku AFC Wimbledon: 2019/20[4]
- Mladý hráč měsíce EFL League One: Říjen 2019[5]